# Лынтупский сельсовет
Лынту́пский сельсовет (бел. Лынтупскі сельсавет) — административная единица на территории Поставского района Витебской области Белоруссии. Административный центр — городской посёлок Лынтупы.

## История
29 апреля 2004 года образован Лынтупский сельсовет с административным центром — городской посёлок Лынтупы.
20 июня 2008 года были упразднены деревни Выгары, Гроцковщизна, Кобыльнишки, Стуковщина, Красный Ручей, хутор Нарушишки.
С 28 марта 2022 года деревня Цирклишки Большие упразднена.

## Состав
Лынтупский сельсовет включает 84 населённых пунктов:
- Абрамовщина — деревня.
- Ажуройсти — деревня.
- Апидомы — деревня.
- Белишки — деревня.
- Белянишки — деревня.
- Бояры — деревня.
- Вейсишки — деревня.
- Велички — деревня.
- Вердашишки — деревня.
- Войшкилог — деревня.
- Войшкуны — деревня.
- Восковщизна — деревня.
- Высокие — деревня.
- Гайлюны — деревня.
- Гирути — деревня.
- Голышишки — деревня.
- Гуделишки — деревня.
- Гурница — деревня.
- Даневцы — деревня.
- Дворчаны — деревня.
- Девгутишки — деревня.
- Домути — деревня.
- Дубровщина — деревня.
- Жаки — деревня.
- Жвиринка — деревня.
- Жвойришки Большие — деревня.
- Жвойришки Малые — деревня.
- Жигуны — деревня.
- Залесье — хутор.
- Игнатишки — деревня.
- Казнадеюшки — деревня.
- Каптаруны — деревня.
- Ковали — деревня.
- Койры — деревня.
- Кутишки — деревня.
- Лапуны — деревня.
- Лопути — деревня.
- Марачи — деревня.
- Масленики — деревня.
- Мицкяны — деревня.
- Новосёлки-2 — деревня.
- Пелека — деревня.
- Петришки — деревня.
- Петрути — деревня.
- Пешковцы — деревня.
- Подвишняк — деревня.
- Подьясенка — деревня.
- Полесье — деревня.
- Полхуны — деревня.
- Попелики — деревня.
- Поповцы — деревня.
- Поташня — деревня.
- Пуща 1 — деревня.
- Рамейки — деревня.
- Рогонишки — деревня.
- Роскошь — деревня.
- Рочаны — деревня.
- Редута — деревня.
- Репешки — деревня.
- Ровное Поле — деревня.
- Рогали — деревня.
- Романишки — деревня.
- Русаки — деревня.
- Рынкьяны — деревня.
- Саранчаны — деревня.
- Свирдуни — деревня.
- Свирки — деревня.
- Свирплишки — деревня.
- Сенькишки — деревня.
- Скарповцы — деревня.
- Скрунды — деревня.
- Соболки — деревня.
- Станчики — деревня.
- Стонишки — деревня.
- Субочи — деревня.
- Сухаришки — деревня.
- Трабутишки — деревня.
- Трапшишки — деревня.
- Фаворы — деревня.
- Чопанишки — деревня.
- Шудовцы — деревня.
- Щербишки — деревня.
- Явнелишки — деревня.
- Янанишки — деревня.

Упразднённые населённые пункты на территории сельсовета:
- Выгары — деревня[3]
- Гроцковщизна — деревня[3]
- Кобыльнишки — деревня[3]
- Красный Ручей — деревня[3]
- Стуковщина — деревня[3]
- Нарушишки — хутор[3]
- Цирклишки Большие — деревня[4]